# 10 settembre
Il 10 settembre è il 253º giorno del calendario gregoriano (il 254º negli anni bisestili). Mancano 112 giorni alla fine dell'anno.

## Eventi
- 506 – Ad Agde si tiene l'omonimo concilio sotto la supervisione di Cesario d'Arles
- 1147 – I Crociati tedeschi arrivano a Costantinopoli, ospitati da Manuele Comneno
- 1622 – Carlo Spinola missionario gesuita viene martirizzato a Nagasaki con altre 51 persone fra laici e consacrate
- 1640 – Guerra dei Mietitori: viene convocata la Junta de Braços (Corti senza re) del Principato di Catalogna. Assume la sovranità e promulga una serie di misure rivoluzionarie che porteranno alla prima Repubblica Catalana.
- 1689 – I francesi sono sconfitti a Magonza dalle truppe della Lega di Augusta
- 1776 – Nathan Hale si offre volontario come spia, durante la guerra d'indipendenza americana
- 1813 – Battaglia del Lago Erie
- 1818 – L'Impressão Régia stampa il primo numero della Gazeta do Rio de Janeiro. Il primo giornale stampato del Brasile segna l'inizio della stampa nel paese sudamericano
- 1823 – Simón Bolívar viene nominato presidente del Perù
- 1879 – Viene fondata la Pacific Coast Oil, da cui sarebbe poi nata la Chevron[1].
- 1898 – Elisabetta di Baviera, meglio conosciuta come la Principessa Sissi, viene assassinata a Ginevra dall'anarchico Luigi Lucheni
- 1900 – Ribellione dei Boxer: 450 tra Bersaglieri e Fanti di Marina italiani conquistano il forte di Chan Hai Tuan, fino a quel momento inespugnato, dopo un assedio di 8 giorni.
- 1919 – L'Austria e le potenze Alleate firmano il Trattato di Saint-Germain-en-Laye che riconosce l'indipendenza di Polonia, Ungheria, Cecoslovacchia e Regno di Jugoslavia
- 1933 – Ratifica del Reichskonkordat, il concordato tra la Germania nazista e la Santa Sede.
- 1939 – Il Canada dichiara guerra alla Germania
- 1943
  - Le truppe tedesche iniziano l'occupazione di Roma durante la seconda guerra mondiale
  - Si combatte la battaglia di Piombino, atto di resistenza armata della città di Piombino contro l'occupazione di forze navali tedesche
  - Inizio dell'Eccidio di Nola da parte delle truppe tedesche della Fallschirm-Panzer-Division 1 "Hermann Göring"
- 1945 – Vidkun Quisling viene condannato a morte per aver collaborato con la Germania nazista
- 1951 – Il Regno Unito inizia un boicottaggio economico dell'Iran
- 1958 - Roma: Mistero di via Monaci
- 1967 – La popolazione di Gibilterra vota per rimanere una dipendenza britannica, piuttosto che diventare parte della Spagna
- 1974 – La Guinea-Bissau ottiene l'indipendenza dal Portogallo
- 1977 – Hamida Djandoubi, condannato a morte per l'assassinio di una ragazza, viene ghigliottinato a Marsiglia. Sarà l'ultima esecuzione capitale eseguita in Francia.
- 2000 – Alluvione di Soverato
- 2002 – La Svizzera entra ufficialmente a far parte dell'ONU
- 2003 – Anna Lindh, il ministro degli esteri svedese, viene accoltellata a morte in un centro commerciale. Morirà il giorno dopo
- 2008 – Accensione del Large Hadron Collider presso il CERN di Ginevra
- 2011 – La MV Spice Islander I affonda davanti alle coste della Tanzania, provocando la morte di oltre 200 persone.
- 2022 – Carlo III viene proclamato formalmente re del Regno Unito.

## Nati
Ci sono circa 1 160 voci su persone nate il 10 settembre; vedi la pagina Nati il 10 settembre per un elenco descrittivo o la categoria Nati il 10 settembre per un indice alfabetico.

## Morti
Ci sono circa 460 voci su persone morte il 10 settembre; vedi la pagina Morti il 10 settembre per un elenco descrittivo o la categoria Morti il 10 settembre per un indice alfabetico.

## Feste e ricorrenze

### Civili
Internazionali:
- OMS - Giornata mondiale per la prevenzione del suicidio

Nazionali:
- Gibilterra – Festa nazionale

### Religiose
Cristianesimo:
- Sant'Agabio di Novara, vescovo
- Sant'Ambrogio Edoardo Barlow, sacerdote benedettino, martire
- Sant'Auberto di Avranches, vescovo
- San Finnian di Moville (o Winin), abate
- Sante Menodora, Metrodora e Ninfodora, martiri in Bitinia
- Santi Nemesiano, Felice, Lucio, Litteo, Poliano, Vittore, Iader e Dativo
- San Nemesio di Alessandria, martire
- San Nicola da Tolentino, agostiniano
- Sant'Elia Pulcheria, imperatrice
- San Salvio di Albi, vescovo
- San Sostene di Calcedonia, martire
- San Teodardo di Tongres, vescovo e martire
- San Vittore di Calcedonia, martire
- Beato Giacomo Gagnot, sacerdote carmelitano, martire
- Beato Miguel Beato Sánchez, sacerdote e martire
- Beato Oglerio di Lucedio, abate
- Beati 52 martiri di Nagasaki:
  - Beato Alfonso de Mena, martire
  - Beato Angelo Orsucci, martire
  - Beati Antonio e Maddalena Sanga, sposi e martiri
  - Beato Carlo Spinola, gesuita, martire
  - Beato Francesco de Morales, martire
  - Beato Giacinto Orfanell, martire
  - Beato Giuseppe di San Giacinto, martire
  - Beata Maria Tanaura, martire
  - Beata Maria Xoum Yochida, moglie del Beato Giovanni, martire
  - Beati Paolo e Maria Tanaca, sposi e martiri
  - Beati Paolo e Tecla Nangaichi, sposi, ed il figlio Paolo, martiri
  - Beato Riccardo di Sant'Anna, francescano, martire
  - Beato Sebastiano Kimura, primo sacerdote giapponese, martire
  - Beato Xumpo (Michele), martire

Religione romana antica e moderna:
- Natale di Esculapio